# 上海公交浦东35路
浦东35路，是上海市一条连接东沟地区至周浦地区的公共汽车线路。线路途径东沟、金桥、金杨、碧云、联洋、花木、北蔡、御桥、康桥和周浦等浦东新区区域。
浦东35路，开线时名为东周线。线路曾经走向为东陆新村至周浦。后调整经东波路至东沟东靖路。2015年1月1日，更名为浦东35路。

## 基本资料

### 停站

#### 去程
东高路张杨北路 - 东靖路莱阳路 - 东沟新村(东靖路东沟路) - 东沟(浦东大道东靖路) - 东波路浦东大道 - 东波路晶波坊 - 东波路莱阳路 - 莱阳路利津路 - 莱阳路五莲路 - 五莲路兰城路 - 博兴路兰城路 - 柳埠路长岛路 - 长岛路柳埠路 - 长岛路张杨北路 - 金杨路金业路 - 金杨路金桥路 - 金杨路枣庄路 - 金杨路金口路 - 金杨新村(金杨路云山路) - 云山路灵山路 - 云山路银山路 - 云山路碧云路 - 白桦路明月路 - 明月路黑松路 - 黑松路锦绣东路 - 锦绣路罗山路 - 丁香路锦绣路 - 迎春路紫槐路 - 迎春路芳甸路 - 迎春路金松路 - 迎春路长柳路 - 世纪公园(民生路锦绣路) - 上海科技馆(锦绣路环锦路) - 锦绣路花木路 - 浦建路锦绣路 - 花木(浦建路杜鹃路) - 沪南路芳华路 - 北蔡(沪南路高科西路) - 莲溪(沪南路北中路) - 陈家桥(沪南路陈春路) - 上海农产品市场(沪南路绿科路) - 御家桥(沪南路御桥路) - 长征(沪南路康花路) - 康桥(沪南路康桥路) - 康沈公路联络路 - 三角地(康沈公路军民公路) - 营房桥(康沈公路秀浦路) - 康沈公路公元新村 - 周浦汽车站 - 周东路川周公路 - 周浦医院(周东路关岳路)；

#### 回程
周浦医院(周东路关岳路) - 周东路川周公路 - 周浦汽车站 - 康沈公路公元新村 - 营房桥(康沈公路秀浦路) - 三角地(康沈公路军民公路) - 康沈公路联络路 - 康桥(沪南路康桥路) - 长征(沪南路康花路) - 御家桥(沪南路御桥路) - 上海农产品市场(沪南路绿科路) - 陈家桥(沪南路陈春路) - 莲溪(沪南路北中路) - 北蔡(沪南路高科西路) - 沪南路芳华路 - 花木(浦建路杜鹃路) - 锦绣路浦建路 - 锦绣路花木路 - 上海科技馆(锦绣路环锦路) - 世纪公园(民生路锦绣路) - 迎春路长柳路 - 迎春路金松路 - 迎春路芳甸路 - 迎春路紫槐路 - 丁香路锦绣路 - 锦绣路罗山路 - 黑松路锦绣东路 - 明月路黑松路 - 白桦路明月路 - 云山路碧云路 - 云山路银山路 - 云山路灵山路 - 金杨新村(金杨路云山路) - 金杨路金口路 - 金杨路枣庄路 - 金杨路金桥路 - 金杨路金业路 - 长岛路张杨北路 - 长岛路柳埠路 - 柳埠路长岛路 - 博兴路兰城路 - 五莲路兰城路 - 莱阳路五莲路 - 莱阳路利津路 - 东波路莱阳路 - 东波路晶波坊 - 东波路浦东大道 - 东沟(浦东大道东靖路) - 东沟新村(东靖路东沟路) - 东靖路莱阳路 - 东靖路张杨北路 - 东高路张杨北路。

### 票价
单一票价CNY¥2